# Burgkapelle

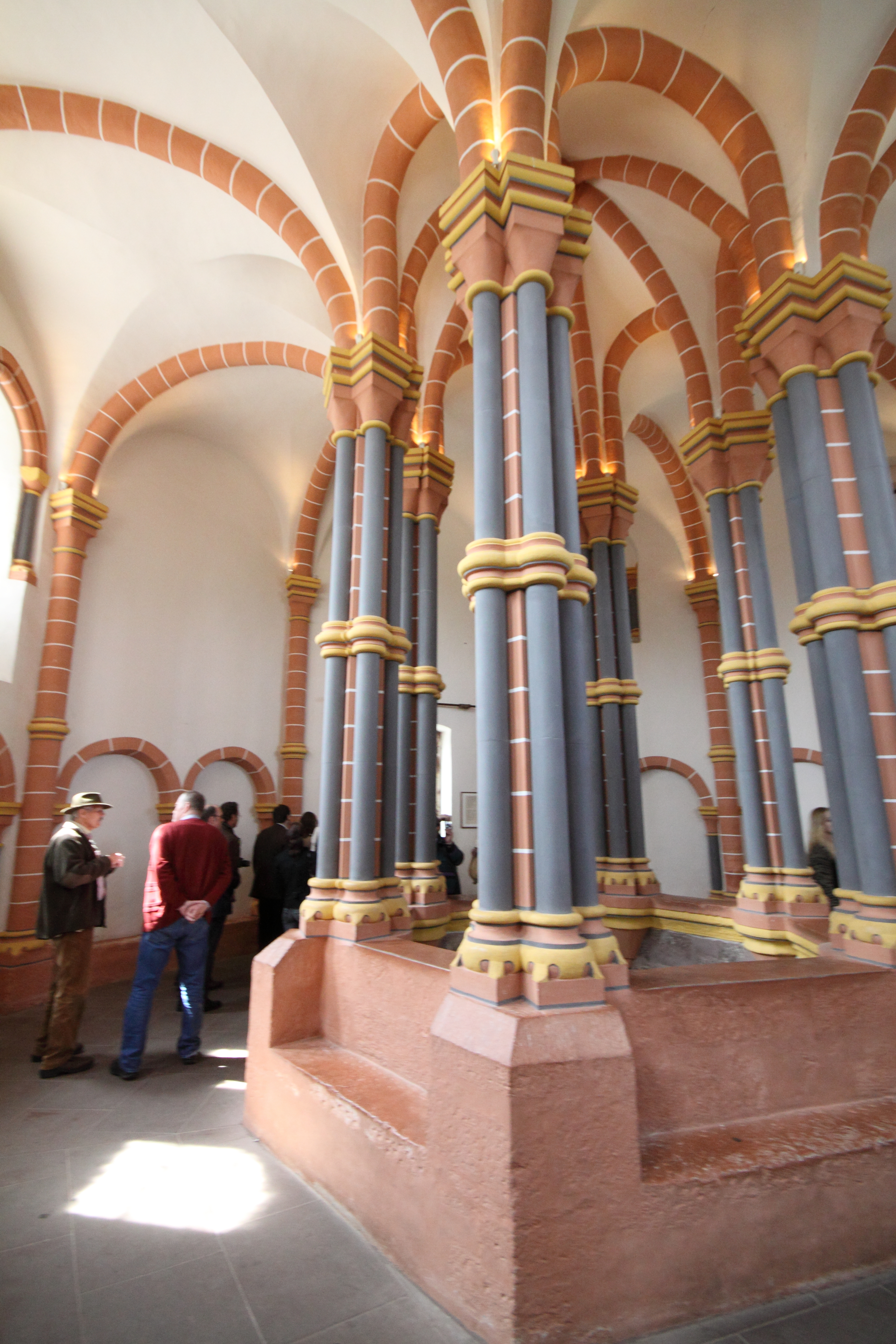
Oberschoss der Doppelkapelle auf Burg Vianden

Eine Burgkapelle ist ein Sakralbau, der auf einer Burg liegt oder zu ihr gehört. Das Gleiche gilt analog für Schlosskapelle und Schloss.

## Funktion
Die Prägung der mittelalterlichen Gesellschaft durch das Christentum erforderte auch für Burgbewohner den gewöhnlich täglichen, mindestens aber sonn- und feiertäglichen Besuch der Heiligen Messe. Anders als es das Klischee will, verfügte aber keineswegs jede Burg über eine eigene Kapelle. Die typischen Ministerialenburgen etwa, Turmhügelburg und Wohnturm, hatten oft keinen eigenen Sakralraum, da sie meist in oder neben einem Dorf und damit nahe der örtlichen Pfarrkirche gelegen waren. Auch verfügten sie über wenig Platz. Größere Burganlagen wie die Königspfalzen oder Bischofspfalzen hatten in der Regel eigene Kirchen oder Kapellen, um dem durchreisenden Herrn und seinem Hofstaat den Messbesuch zu ermöglichen. Auch die abgelegenen Höhenburgen des Hoch- und Spätmittelalters verfügten meist über eine Burgkapelle.
Die Grablegen des höheren Adels befanden sich allerdings meist in den von ihm gestifteten Eigenkirchen bzw. Eigenklöstern, und nur selten in den engen Burgkapellen. Dort konnten allerdings Gedenkmessen gelesen werden. Manche beherbergten sogar Reliquien, aufwändig gestaltete erfüllten darüber hinaus repräsentative Zwecke und dienten etwa für Hochzeiten.
Die religiöse Betreuung übernahm entweder ein eigens angestellter Diakon oder Priester, anderenfalls kam der Ortspfarrer bzw. ein Pater aus einem Kloster zur Messe auf die Burg. Da im Mittelalter meist nur die Geistlichen lesen und schreiben konnten, verwendeten die Burgherren sie zugleich als Schreiber. Sofern sie auf der Burg lebten, verfügten sie oft über einen eigenen, beheizbaren Raum. Da die Ordensritter neben der Messe auch Stundengebete abhielten, hatten Ordensburgen immer eigene Kirchen.

## Benennung
Burgkapellen trugen meist das Patrozinium eines Heiligen mit besonderer Verbindung zum Ritterstand, z. B. Sankt Georg und Gereon. Die Sankt-Markus-Burgkapelle zu Braubach gab der Burg ihren heutigen Namen – Marksburg. In Italien ist die Benennung der Burgen nach ihrem Patrozinium sehr verbreitet.

## Architektur

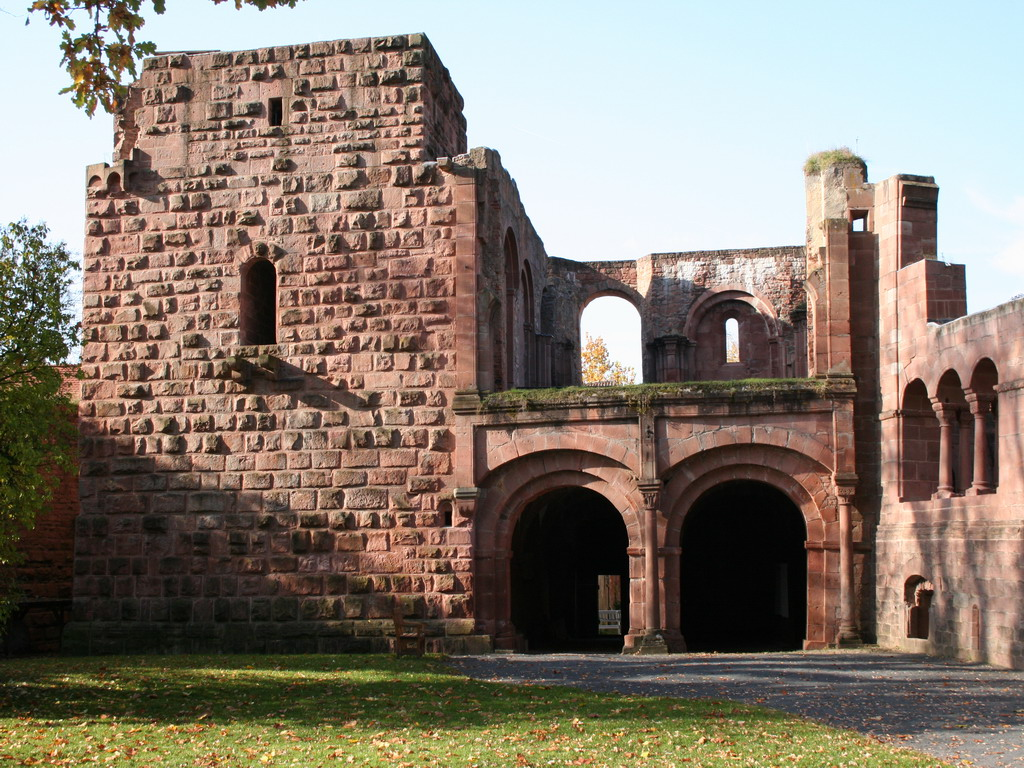
Die Kapelle der Kaiserpfalz Gelnhausen über dem Tor

Für die Kapellen kamen mehrere Standorte und bauliche Varianten in Frage. Viele Burgen begnügten sich vermutlich mit einem in einen anderen Raum eingebundenen Bereich. Gegebenenfalls schmückte ihn ein Heiligenbild oder -figur. In den Kleinsten reichte der Platz gerade für die Burgherrschaften. Etwas ausgefeilter fiel der Kapellenerker aus. War er an den Palassaal angebaut, konnte jener wie ein Kirchenschiff genutzt werden. Neben baulichen Zeugnissen (z. B. Burg Landsberg im Elsass) belegten Haushaltsinventare solche Mehrfachnutzungen. So berichtete ein Dokument von 1463, dass im Saal der Tomburg eine Truhe mit Haushaltstextilien und liturgischen Geräten stand.
Zum Kapellenraum erfolgte der Zugang vom Wohnbau oder -saal aus. Ein Kapellenbau bildete ein eigenständiges Gebäude. Beides trat in der aufwändigsten Variante auf – den zweigeschossigen Doppel- oder mitunter mehrgeschossigen Kapellen (Beispiel für zweigeschossigen Raum: Burg Bösig, für dreigeschossigen Bau: Schloss Büdingen). Eine weitere Möglichkeit bot die Kombination von Kapellen- und Torbau, u. a. auf Schloss Rheda. Diese Verbindung beschwor den göttlichen Schutz für die empfindlichste Stelle der Feste herauf.
Die kostspieligen Bauwerke blieben in der Regel Pfalzen, landesherrlichen und bischöflichen Burgen vorbehalten. Besonders teuer geriet es im Neuen Schloss Ingolstadt. Die meisten Burgkapellen zeichnete eine eher schlichte, einschiffige Gestalt aus. In Form und Einbindung wiesen Hoch- und Spätmittelalter keine Unterschiede auf. Während der Gotik entstanden fast ausschließlich Anbauten an einen Wohnflügel wie die Burgkapelle Ziesar. Zu dieser Zeit fehlten die Doppelkapellen im engeren Sinn. Nur vereinzelt wurden übereinanderliegende Etagen gebaut, die eine kleine Öffnung in der Zwischendecke verband. So ließ sich der Gottesdienst immerhin akustisch verfolgen. Die genannte Architekturepoche kennzeichnete Rippengewölbe, Maßwerkfenster und gotische Portale. Erhaltene Ausmalungen sind oft die einzig ursprünglichen Wandgemälde. Die bewegliche Ausstattung ging vielfach im Laufe der Zeit verloren.

## Kapellen im deutschsprachigen Raum
Mehrere Burg- und Schlosskapellen verfügen über einen eigenen Wikipedia-Artikel oder Kapitel.
| Kapelle                             | Burg/Schloss                    | Ortschaft                                   | Bild         |
| ----------------------------------- | ------------------------------- | ------------------------------------------- | ------------ |
| Burgkapelle Altenstein              | Burg Altenstein (Unterfranken)  | Altenstein (Maroldsweisach)                 | Bild gesucht |
| Burgkapelle Bischofstein            | Burg Bischofstein (Lasserg)     | Lasserg                                     |              |
| Schlosskapelle Bonndorf             | Schloss Bonndorf                | Bonndorf im Schwarzwald                     |              |
| Schlosskapelle Burgfried            | Schloss Burgfried               | Burg (Winhöring)                            |              |
| Schlosskapelle Dagstuhl             | Schloss Dagstuhl                | Dagstuhl                                    |              |
| Pfalzkapelle Goslar                 | Kaiserpfalz Goslar              | Goslar                                      |              |
| Burgkapelle Guttenberg              | Burg Guttenberg (Haßmersheim)   | Neckarmühlbach                              |              |
| Burgkapelle Hocheppan               | Burg Hocheppan                  | Missian                                     |              |
| Marienkapelle Hohenberneck          | Burg Hohenberneck               | Bad Berneck im Fichtelgebirge               |              |
| Burgkapelle Lauenrode               | Burg Lauenrode                  | Hannover                                    | Bild gesucht |
| Schlosskapelle Lichtenwalde         | Schloss Lichtenwalde            | Lichtenwalde (Niederwiesa)                  |              |
| Burgkapelle Linn                    | Burg Linn                       | Linn (Krefeld)                              |              |
| Burgkapelle Lochstedt               | Burg Lochstedt                  | Lochstedt (heute in der Oblast Kaliningrad) |              |
| Schlosskapelle Ludwigsburg          | Residenzschloss Ludwigsburg     | Ludwigsburg                                 |              |
| Burgkapelle Lüttinghoff             | Gutshaus Lüttinghof             | Gelsenkirchen-Hassel                        |              |
| Schlosskapelle Mirabell             | Schloss Mirabell                | Altstadt Salzburg                           |              |
| Schlosskapelle Monschau             | Burg Monschau                   | Monschau                                    |              |
| Schlosskapelle Neuenburg (Freyburg) | Schloss Neuenburg (Freyburg)    | Freyburg (Unstrut)                          |              |
| Burgkapelle Nordeck                 | Burg Nordeck                    | Allendorf (Lumda)                           |              |
| Kaiserkapelle Nürnberg              | Kaiserburg Nürnberg             | Nürnberg                                    |              |
| Burgkapelle Querfurt                | Burg Querfurt                   | Querfurt                                    |              |
| Burgkapelle Salzburg                | Burg Salzburg                   | Bad Neustadt an der Saale                   |              |
| Schlosskapelle Sayn                 | Schloss Sayn                    | Sayn                                        |              |
| Burgkapelle Seckendorf              | Burg Seckendorf                 | Seckendorf (Cadolzburg)                     |              |
| Burgkapelle Siegenstein             | Burg Siegenstein                | Siegenstein                                 |              |
| Burgkapelle Stargard                | Burg Stargard (Burg)            | Burg Stargard (Ortschaft)                   |              |
| Burgkapelle Stein (Gefrees)         | Burg Stein (Gefrees)            | Gefrees                                     |              |
| Schlosskapelle Strünkede            | Schloss Strünkede               | Baukau                                      |              |
| Burgkapelle Trips                   | Schloss Trips                   | Geilenkirchen                               |              |
| Burgkapelle Waldburg                | Waldburg (Burg)                 | Waldburg (Württemberg)                      |              |
| Gutskapelle Weitmar                 | Gutshaus Weitmar                | Weitmar                                     |              |
| Burgkapelle Wildenstein             | Burg Wildenstein (Leibertingen) | Leibertingen                                |              |
| Schlosskapelle Wolmirstedt          | Schloss Wolmirstedt             | Wolmirstedt                                 |              |
| Schlosskapelle Wülzburg             | Wülzburg                        | Weißenburg in Bayern                        | Bild gesucht |
| Burgkapelle Ziesar                  | Burg Ziesar                     | Ziesar                                      |              |